# Nasir (Mischnatraktat)
Nasir/נזיר (dt. Nasiräer, "Asket") ist ein Traktat der Mischna in der Ordnung Naschim סֵדֶר נָשִׁים (Frauen).

## Stellung im Seder
Der Traktat steht in den Druckausgaben und in Handschrift Cambridge an vierter Stelle in der Ordnung Naschim, in den wichtigen Handschriften Kaufmann und Parma an fünfter Stelle nach Gittin und vor Sota. Die Abweichungen der Reihenfolge erklären sich wahrscheinlich aus dem Ordnungsprinzip der Kapitelanzahl. In diesem Falle enthalten die genannte drei Traktate jeweils neun Kapitel.

## Inhalt
Grundlage für den Traktat Nasir sind die biblischen Bestimmungen aus Num 6,1-21  für Nasiräer. Diese legen fest, dass ein Mensch, der sich selbst für eine bestimmte Zeit durch ein Gelübde Gott weiht, sich des Weines enthalten, sein Haupthaar nicht scheren sowie sich nicht an Toten verunreinigen soll. Vorgeschrieben sind ebenso die Opfergaben bei Beendigung oder bei Verletzungen des Gelübdes. Aufgrund dieser besonderen Reinheitsvorschriften steht der Nasiräer den Priestern nahe. Der Traktat behandelt die genauen Einzelbestimmungen, die im Bibeltext nur angedeutet werden.
Kapitel 1 klärt die Frage, welche Formulierung als gültiges Gelübde für ein Nasiräat zählt. Dabei werden auch Formen bedingter Gelübde diskutiert, was auch das Thema des zweiten Kapitels ist. Solche Bedingungen können z. B. die zeitliche Dauer oder aber nur einzelne Aspekte der Enthaltsamkeit betreffen. Das dritte Kapitel widmet sich dem Problem der Unterbrechung eines Nasiräates durch Übertretung des Gelübdes. Im Anschluss wird noch einmal das Thema bedingter Gelübde aufgegriffen, diesmal unter dem Aspekt der Abhängigkeit von anderen Gelübden bzw. Gelübden anderer Personen. Damit wird übergeleitet zu der Frage, inwieweit man anderen Personen ein Nasiräatsgelübde auferlegen oder das Gelübde anderer Personen auflösen kann. Im fünften Kapitel bilden irrtümlich abgelegte oder nicht mehr erfüllbare Gelübde den Schwerpunkt. So erwähnt Mischna 4 eine Episode um Nachum den Meder, der das Gelübde von Nasiräern aus der Diaspora auflöst, die nach Jerusalem zum bereits zerstörten Tempel kamen und somit ihr Nasiräat nicht mit den vorgeschriebenen Opfern beenden konnten. Die Kapitel 6 und 7 schließlich behandeln die Frage, was als Übertretung eines Nasiräergelübdes zu gelten hat. Kapitel 6 diskutiert die Vorschriften bezüglich der Enthaltung von Wein und des Nichtscheren des Haupthaares, Kapitel 7 untersucht den Aspekt der Verunreinigung an Toten. Zweifelsfälle im Hinblick auf Unreinheit und insbesondere den komplizierten Fall zweier Nasiräer werden im achten Kapitel verhandelt. Das neunte Kapitel diskutiert die Möglichkeit eines Nasiräates für Nichtjuden, Frauen und Sklaven. Während erstere davon ausgeschlossen sind, können letztere hingegen zugelassen werden. Der ganze Traktat endet mit einem aggadischen Abschnitt über Simson und Samuel.

## Historische Einordnung
Wie aus dem Traktat deutlich wird, ist die Erfüllung eines Nasiräergelübdes an den Bestand des Tempels gebunden. Zur Zeit der in der Mischna festgehaltenen Diskussionen aus dem 2. und frühen 3. Jahrhundert, ist das Nasiräat also eine rein theoretische Angelegenheit. Wie viele andere Bestimmungen aus der tannaitischen Zeit werden diese jedoch weitertradiert in der Hoffnung auf eine zukünftige Erfüllbarkeit. Spätere halachische Kompendien enthalten jedoch die Nasiräerbestimmungen oft nicht mehr.

## Theologische Wertung
Die Rabbinen standen dem Nasiräat wie generell Gelübden eher kritisch gegenüber. In beiden Talmudim finden sich geradezu nasiräerfeindliche Aussagen. Dennoch gibt es aus neuerer Zeit das Beispiel des David Cohen, eines Schülers von Rav Kook.

## Tosefta und Talmud
Zu Nasir existiert auch ein Traktat der Tosefta sowie eine Gemara in beiden Talmudim. Auffällig ist die besondere Eigenständigkeit der Tosefta gegenüber der Mischna. Auch die Gemara des babylonischen Talmud fällt auf durch den hohen Anteil aggadischen Materials sowie durch die Sprache. Das Aramäische dieses Traktats steht dem palästinischen Aramäisch näher als dem babylonischen.